# Loxioides
Loxioides Oustalet, 1877 è un genere di uccelli passeriformi della famiglia Fringillidae.

## Etimologia
Il nome scientifico del genere, Loxioides, è formato dalla parola Loxia (nome scientifico dei crocieri) col suffisso di origine greca -οιδης (-oidēs, "somigliante a"), col significato quindi di "somigliante ai crocieri", in riferimento all'aspetto e soprattutto alla forma del becco.

## Descrizione
Al genere ascritti uccelli di una ventina di centimetri (l'estinto crociere di Kauai aveva dimensioni maggiori), simili al crociere, dall'aspetto massiccio, con testa e corpo arrotondati e becco robusto, tozzo e dalle punte incrociate. La colorazione è gialla su testa e petto, mentre il ventre è bianco, ali e coda sono nere ed il dorso è grigio: questi dati si riferiscono al crociere hawaiiano che rappresenta l'unica specie ancora in vita, mentre per quanto concerne il crociere di kauai si dispone solo di resti subfossili e non si dispone perciò di dati sul piumaggio, che tuttavia non doveva essere dissimile da quello del congenere. In ambedue i casi, le femmine sono meno brillantemente colorate rispetto ai maschi.

## Distribuzione e habitat
Come intuibile dal nome comune delle specie, esse sono ambedue endemiche delle Hawaii, col crociere hawaiiano che abita la porzione settentrionale dell'isola di Hawaii ed il crociere di Kauai che popolava appunto Kauai.
Lhabitat di questi uccelli è rappresentato dalle aree di foresta e macchia alberata a clima secco, con presenza di Myoporum sandwicense e Sophora chrysophylla, piante alle quali questi uccelli sono legati in maniera strettissima.

## Biologia
Si tratta di uccelli diurni che vivono in coppie o gruppetti ed hanno dieta essenzialmente granivora, nutrendosi quasi esclusivamente di semi immaturi di māmane e naio, senza i quali non si riproducono. Il nido è a forma di coppa, costruito con fibre vegetali da entrambi i partner (si tratta di uccelli rigidamente monogami) ed ospita due uova, che la femmina cova da sola venendo nutrita dal maschio: i nidiacei vengono invece nutriti da entrambi i genitori con cibo rigurgitato.

## Tassonomia
Il genere comprende una singola specie vivente:
- Loxioides bailleui Oustalet, 1877 - crociere hawaiiano o palila

Inoltre, recentemente è stata scoperta l'esistenza di una seconda specie ascrivibile al genere, estintasi nel tardo Quaternario e nota solamente allo stato subfossile:
- Loxioides kikuchi James & Olson, 1991 - crociere di Kauai o palila di Pila  †

Nell'ambito della tribù dei Drepanidini, il genere Loxioides forma un clade con Chloridops e, anche se meno vicino filogeneticamente, con Rhodacanthis.